# Aurospio pilkena
Aurospio pilkena är en ringmaskart som först beskrevs av Wilson 1990.  Aurospio pilkena ingår i släktet Aurospio och familjen Spionidae. Inga underarter finns listade i Catalogue of Life.